# Corul de băieți din Viena
Corul de băieți din Viena (în germană Wiener Sängerknaben-) este un cor de băieți cu sediul în Viena. Este unul dintre cele mai cunoscute coruri de copii din lume. Băieții sunt selecționați în principal din Austria, dar și din multe alte țări. Corul este o organizație privată non-profit. Există aproximativ 100 de cântăreți de cor cu vârste cuprinse între zece și paisprezece ani. Băieții sunt împărțiți în patru coruri în turneu, corurile poartă numele compozitorilor Bruckner, Haydn, Mozart și Schubert, susțin aproximativ 300 de concerte în fiecare an și sunt ascultate de aproape 500.000 de oameni. Fiecare grup face tururi timp de aproximativ nouă până la aproximativ unsprezece săptămâni.
De-a lungul secolelor, corul a colaborat cu mulți compozitori, printre care Isaac, Hofhaimer, Biber, Fux, Caldar, Gluck, Salieri, Mozart, Schubert și Bruckner.
Corul de astăzi este un descendent al corurilor din Evul Mediu târziu. Corul este fondat în scop practic, prin scrisoarea lui Maximilian I pe 7 iulie 1498. În scrisoare, împăratul a instruit oficialii legislativi să angajeze profesori de canto, doi contrabasi și șase băieți. Jurij Slatkonja a devenit directorul ansamblului. Rolul corului era de a oferi acompaniament muzical la slujbele bisericești.
În 1924 „Wiener Sängerknaben" a fost fondat oficial și dezvoltat într-un grup de muzică profesionist. Corul și-a primit atunci celebrele costume navale albastre și albe, care au inclus un pumnal ca insigna.
Gerald Wirth a devenit director artistic în 2001. La sfârșitul secolului al XX-lea, corul s-a trezit sub presiunea modernizării și s-a confruntat cu critici la adresa standardelor sale muzicale, si a fost fondat un nou cor „rival” caruia i s-au alăturat câțiva membri ai Băieților Vienezi. Corul a încercat să-și restabilească imaginea înregistrând muzică distractivă și adoptând uniforme noi alternative.